# نانسي إبراهيم
نانسى إبراهيم (1986 -) هي مذيعة وممثلة مصرية.

## حياتها ونشأتها
نانسي أحمد إبراهيم من مواليد القاهرة والدها أحد أبطال حرب أكتوبر وحاصل على نجمة سيناء ووالدتها كانت موظفة كبيرة بوزارة المالية ، لديها شقيق واحد لكنه توفى في سن صغيرة لإصابته بمرض السرطان .
تخرجت نانسى من كلية الاعلام جامعة القاهرة، حصلت على الدراسات العليا من المعهد العالي للسينما.

## مسيرتها
- تقدمت للتليفزيون المصرى كمذيعة سنة 2000، وهى لا تزال تدرس بالجامعة، كانت من الرعيل المؤسس لقناة التنوير وقدمت فيلم افتتاحها، كما قدمت أولى الحلقات المذاعة على شاشتها عن القضية الجدلية تأجير الارحام والتى كانت قضية شائكة ومثارة في تللك الفترة، لقبت بنجمة نايل سينما وفراشة ماسبيرو، هى المذيعة المصرية الوحيدة التى قامت بإجراء لقاءات حصرية مع نجوم العالم أمثال : ليوناردو دي كابريو ، روبرت دى نيرو، اميتاب باتشان ، كاترين دينييف ، مونيكا بيلوتشى ونجوم آخرين .[3]
- تقدمت لاختبارات الاذاعة المصرية وحصلت على الترتيب الاول على اثنى عشرة متقدم وخاضت اختبارات في منتهى الصعوبة في الالقاء والثقافة العامة وادارة الحوار وسرعة البديهة وكانت لجان التحكيم تضم أباطرة الاعلام المصرى وكبار المثقفين ونجوم الميكروفون أمثال : محمود سلطان ، هالة الحديدى ، عمر بطيشة ، ايناس جوهر ، نجوى ابو النجا ، فاروق شوشة ، حمدى الكنيسى ، عبد الرحمن رشاد ، والكتاب والمثقفون بهاء طاهر ، ادوار خراط ، سعد لبيب ، حمدى الكنيسى واخرين[4]
- قدمت العديد من البرامج من اعدادها وتقديمها بقناة التنوير مثل برامج : سينما الظل عن السينما التسجيلية والقصيرة ، وبرنامج ذاكرة الامه ، وتقرير ، وتنويرة ، والبرنامج الحوارى للود قضية .[5]

بعد التخرج التحقت بالإذاعة المصرية في عام 2003 وتسابق على ضمها كبار رؤساء الشبكات الاذاعية لتنتهي الى العمل بشبكة البرنامج العام بالإذاعة المصرية كمذيعة هواء وقارئة للنشرات، ثم قدمت بعد ذلك الكثير من الفترات المفتوحة والبرامج المهمة مثل برنامج مسرح المنوعات لتكون اصغر مذيعة تقدم برنامج مهم خلفا لإذاعيين.
عملت بالإذاعة بضعة سنوات ثم عملت بالتليفزيون، لتقرر ان تترك الاذاعة وتكرس عملها في التليفزيون فقط، فعملت في بي بي سي العربية ، ثم عملت بقناة الساعة العربية ثم تم إعارتها لأحدى القنوات الخاصة، لتعود مرة اخرى للعمل بالتليفزيون المصرى بشبكة تليفزيون النيل حيث عملت بقنوات : الدراما، والاسرة والطفل ، والبحث العلمى ، والتعليم العالى ، والثقافية .
التحقت بالعمل بقناة نايل سينما حيث شاهدها المخرج عمر زهران رئيس القناة ولمح ألمعيتها وتميزها أثناء تقديمها لبرامج المسلسلاتى وفلاش على شاشة الدراما وطلب منها الانتقال الى نايل سينما لتقدم برنامج من اعدادها وتقديمها بعنوان شوية سيما ، ثم اصبحت المذيعة الرئيسية للبرنامج الحوارى الاساسى بالقناة ستديو مصر ، كما قدمت حلقات مميزة مع كبار النجوم العرب والمصريين من خلال برنامج نجم اليوم ، ثم قدمت برنامج العالمى من اعدادها وتقديمها ، وقدمت برامج ماسبيرو صندوق الدنيا وقصتي ، والسينما مصرية ، وهنغنى سيما ،و الو وغنيلى شوية شوية بالاشتراك مع الموسيقار فاروق الشرنوبى والفنانة مروة ناجى .
قامت بتغطية عددا كبيرا من المهرجانات الدولية مثل : دبى ، وابو ظبى السينمائى الدولى ، برلين ، قرطاج ، مراكش ، أبوظبى لأفلام البيئة ، و أجادير للسينما والهجرة ، وهران ، مالمو للسينما العربية ، الرباط لسينما المؤلف، وسلا لسينما المرأة ، وألسالزاك لسينما الصحراء ، وغيرها من مهرجانات عالمية التقت فيها بكبار نجوم العالم والنجوم العرب والمصريين ، بالاضافة الى عدة دورات من مهرجان القاهرة السينمائى حيث قدمت حفلات الافتتاح والختام والاستديو التحليلى منه ، بالاضافة الى مهرجانات الاسكندرية والاسماعيلية الدوليين ، وشرم الشيخ والغردقة والجونة واسوان وغيرها .
تقدم نانسى حاليا برنامجى ألو سينما الجماهيرى ، وبرنامج سينى فيو وهو البرنامج الوحيد في التليفزيون المصرى المتخصص في السينما العالمية من فكرتها وهو مجلة تليفزيونية متعددة الفقرات يتناول القضايا السينمائية واشهر النجوم واهم الاحداث والمهرجانات الدولية واصدارات الافلام الجديدة والتيمة السينمائية واهم الشخصيات بالاضافة الى الفقرة الختامية سينى نان والتى تختارها نانسى بعناية لجمهورها من نوادر الاعمال وكلاسيكيات السينما وكواليس مميزة او لقاءات حصرية اجرتها مع النجوم .يذكر ان نانسى هى اول مذيعة مصرية بماسبيرو يتم تسمية برنامج باسمها حيث قدمت برنامج سكرين مع نانسى ، ثم سينى فيو مع نانسى ابراهيم .عملت نانسى ابراهيم كناقدة سينمائي، ومثلت مسرحيات مهمة مثل باب الفتوح من اخراج محمد مراد ، ودرب عسكر من اخراج النجم مصطفى شعبان ، ومصر ليل خارجى ، ورغم انف المؤلف وغيرها من اخراج المخرج السينمائى الراحل عمر الشيخ ، لها تجارب في عالم التمثيل الاحترافى حيث شاركت في بطولة مسلسل الكبريت الاحمر من تأليف واخراج عصام الشماع 

## جوائز
- حصلت على افضل مذيعة من منظمة اليونسكو للفنون، والاكثر تأثيرا في مصر والوطن العربى من اليونيسيف.[16]
- كرمت من صناع الحياة عن برنامجها سكرين مع نانسى.[17]
- حصلت على درع التميز من مهرجان المشاهير.[18]
- تكريم برامجها الو سينما وسينى فيو أفضل برامج مصرية متخصصة في السينما.[19]
- كرمت من جمعية الكتاب العرب والاعلاميين، ومن مهرجانات كبرى كأفضل مذيعة مصرية .[20]
- حصلت على درع التميز والإبداع الدولي.[21]
- كرمت من الجمعية المصرية للكتاب والإعلاميين[22]
- حصدت العديد من الجوائز في مسرح الجامعة كأفضل ممثلة ، ومركز اول جامعة ثمثيل، وافضل اداء حركى، وافضل تصميم ازياء.